# Адом, Каку
Каку Уаджа Леон Адом (фр. Kacou Houadja Léon Adom; род. 16 апреля 1950, Абенгуру, Комоэ) — ивуарийский политический и государственный деятель и дипломат, министр иностранных дел (с 2023).

## Биография
Родился 16 апреля 1950 года в Абенгуру, Кот-д’Ивуар. Окончил Университет Абиджана, где получил степень магистра английского языка. После окончания университета он на протяжении нескольких лет изучал дипломатию в Международном институте государственного управления в Париже, а затем проходил обучение в Центре международных исследований Токийского университета по специальности «международные экономические отношения» и в Национальной школе государственного аппарата в Квебеке. Некоторое время спустя он проходил стажировку в посольствах Франции в Австралии и Новой Зеландии, министерстве иностранных дел Франции и ЮНЕСКО.
С 1977 по 1984 год Адом был сотрудником представительства Кот-д'Ивуара в Токио, а затем перешёл на работу в министерство иностранных дел страны. С 1995 по 1996 год он занимал должность исполняющего обязанности директора департамента министерства по вопросам Америки, Австралии и Океании. В 1997 году он был назначен государственным послом в Израиле и Турции, а в 2008 году стал представителем страны в Германии, Чехии, Польше, Венгрии и Румынии с постоянной резиденцией в Берлине. В 2021 году он был назначен вице-президентом 76-й сессии Генеральной Ассамблеи ООН. В 2023 году он был назначен министром иностранных дел, африканской интеграции и диаспоры в правительстве Робера Мамбе.

## Личная жизнь
Адом женат на Жермен Адом и является отцом троих детей. Кроме того, он говорит на французском, английском, испанском и японском языках.